# Save a child's heart
Save a Child's Heart (SACH) es una organización sin ánimo de lucro israelí que tiene como objetivo tratar problemas cardíacos en pacientes jóvenes (recién nacidos y adolescentes) de países en vías de desarrollo. La asociación tiene su sede en el Centro Médico Wolfson en Jolón, un suburbio del sur de Tel Aviv. Desde su creación en 1996, SACH ha tratado a más de 1.900 niños. Los niños que participan en el programa provienen de todas partes del mundo, incluyendo China, Congo, Ecuador, Eritrea, Etiopía, Ghana, Irak, Jordania, Moldavia, Nigeria, los Territorios Palestinos, Rusia, Sri Lanka, Ucrania, Vietnam y la isla de Zanzíbar. En la actualidad, las instalaciones de SACH en Israel acogen a 11 iraquíes, 6 palestinos, 5 etíopes, 6 zanzibaríes, 2 haitianos, 1 senegalés y 1 ugandés. Uganda y Haití son los países número 30 y 31 con los que SACH ha firmado acuerdos de cooperación.

## Programas
Save a Child's Heart ofrece varios programas: Un programa de acogida de personal extranjero en Israel: se trata de un programa de formación para el personal médico extranjero que permite posteriormente a los médicos locales tratar a los niños en su país. Con este fin, SACH invita a médicos y enfermeras a su centro médico para recibir capacitación postdoctoral que cubra todos los aspectos de la cardiología pediátrica. Un programa de formación en el extranjero, impartido por los médicos de la asociación que se desplazan al extranjero para enseñar cirugía pediátrica. Un programa de operación en Israel, para la mayoría de los niños que usan SACH. Un programa de operaciones en el extranjero, llevado a cabo por personal israelí que viaja al extranjero, en cooperación con personal local. Sin embargo, hasta que se alcance este objetivo, los niños con problemas cardíacos congénitos son enviados a Israel para cirugía cardíaca y otros tipos de atención.

## Director
Desde la defunción de su presidente fundador, el Dr. Amir Cohen, Sion Houri se ha convertido en el director médico de Save a Child's Heart. También es Director de la Unidad de cuidados intensivos pediátricos del Centro Médico Wolfson y Profesor de Pediatría en la Universidad de Medicina Sackler de Tel Aviv. Ha trabajado en el departamento de cuidados intensivos pediátricos del Hospital Memorial Miller en California y ha enseñado en la Universidad de California. Se graduó en la Universidad de Medicina Hadassah y en la Universidad Hebrea de Jerusalén.